# Fritillaria viridea
Fritillaria viridea är en liljeväxtart som beskrevs av Albert Kellogg. Fritillaria viridea ingår i Klockliljesläktet och i familjen liljeväxter. Inga underarter finns listade.